# 與你共舞
《與你共舞》（英語：Whitney Houston: I Wanna Dance with Somebody）是一部2022年美國的傳記音樂劇電影，由卡西·萊蒙斯執導，安東尼·麥卡騰編劇。電影以美國流行歌手兼演員惠妮·休斯頓的生活和事業為基礎，由娜奧米·阿奇、斯坦利·圖奇、阿什頓·桑德斯、塔瑪拉·圖尼、娜菲薩·威廉姆斯和克拉克·彼得斯主演。
影片製作預算為4500萬美元，於2021年8月至12月在馬薩諸塞州和新澤西州進行拍攝。2022年12月23日由Sony Pictures Releasing在美國上映。
該電影收獲評論家們褒貶不一的評價，他們稱讚了阿奇對休斯頓的刻畫和音樂片段，但批評了麥卡騰的劇本。

## 外部連結
- 官方网站
- 互联网电影数据库（IMDb）上《與你共舞》的资料（英文）
- AllMovie上《與你共舞》的资料（英文）